# Wilf Bartrop
Wilfred „Wilf“ Bartrop (* 22. November 1887 in Worksop, Nottinghamshire; † 7. November 1918 in Belgien) war ein englischer Fußballspieler.
Der offensive Flügelspieler war vor allem beim Zweitligisten FC Barnsley aktiv, mit dem er 1912 den FA Cup gewann. Er kam im Ersten Weltkrieg ums Leben.

## Leben
Wilfred Bartrop wurde Ende der 1880er Jahre in der Stadt Worksop in der Grafschaft Nottinghamshire geboren. Sein Geburtsjahr war umstritten und wurde teils mit 1887, teils mit 1889 angegeben. Vermutlich machte Bartrop selbst während seiner Laufbahn als professioneller Fußballspieler falsche Angaben, die ihn um zwei Jahre „verjüngten“. Über die Gründe für diesen mutmaßlichen Betrug ist ebenso wenig etwas bekannt wie über seine frühe fußballerische Laufbahn.
Im Juni 1909 unterschrieb der etwa 20-jährige Bartrop einen Vertrag bei seinem Heimatverein Worksop Town, mit dem er in der unterklassigen Midland League spielte. Noch im September desselben Jahres wechselte er zum Zweitdivisionär FC Barnsley, bei dem er den längsten Teil seiner Laufbahn lang spielen sollte und mit dem er seine größten Erfolge feierte.
In den Jahren 1910 und 1912 erreichte Bartrop mit den Tykes jeweils das Finale des FA Cups, welches 1910 gegen den Erstligisten Newcastle verloren und zwei Jahre darauf gegen West Bromwich in einem Wiederholungsspiel gewonnen wurde. In allen Finalspielen kam Wilf Bartrop zum Einsatz.

Die beste Ligaplatzierung in der Second Division, die Barnsley in Bartrops Jahren beim Verein erreichte, war der vierte Rang in der Spielzeit 1912/13. Auch in den anderen Jahren gelangen der Mannschaft durchweg einstellige Tabellenplätze, abgesehen von der Saison 1910/11, in der der vorletzte Rang belegt wurde. Bartrop bestritt in diesen fünf Jahren 156 Ligaspiele, in denen er 15 Tore erzielte; dabei war er jede Saison zwei- bis viermal vor dem Tor erfolgreich. Im FA-Cup bestritt er 23 Spiele und traf zweimal.
In dieser Zeit galt der Mittzwanziger Bartrop als einer der herausragenden Spieler seiner Mannschaft. Seine Stärken, die im Durchsetzungsvermögen beim Zweikampf und „einem Auge für das Tor“ bestanden, brachten ihm die Aufmerksamkeit der besten Vereine seiner Zeit ein. Im Mai 1914 wurde er vom Erstligisten FC Liverpool verpflichtet.
Liverpool war 1910 englischer Vizemeister geworden, hatte sich seitdem aber nur im unteren Bereich der Tabelle platzieren können. Größter Erfolg in den Jahren vor dem Ersten Weltkrieg war das Erreichen des Finalspiels im FA Cup 1914 gewesen, welches gegen Burnley verloren wurde. Auch in der Saison 1914/15 erreichten die Reds lediglich den 13. Tabellenplatz der First Division. In dieser Spielzeit, seiner einzigen an der Anfield Road, bestritt Wilfred Bartrop drei Ligaspiele gegen Oldham, Bolton und Bradford Park Avenue. Ein Tor gelang ihm dabei nicht.
Nach dem Saisonende 1915 wurde die Football League aufgrund des Weltkriegs auf unbestimmte Zeit eingestellt. Wilf Bartrop kehrte noch im selben Jahr in seinen Heimatort Worksop zurück und arbeitete dort im Bergbau. Danach schloss er sich der Royal Field Artillerie an, die für Großbritannien an der Westfront des Krieges kämpfte.

Am 7. November 1918, vier Tage vor dem offiziellen Kriegsende, kam Wilfred Bartrop in Belgien ums Leben.
Er hinterließ seine Frau Ruby, mit der er in Worksop gelebt hatte. Begraben ist er in der Ortschaft Warcoing in der Gemeinde Pecq.

## Erfolge
- FA-Cup-Sieger 1912
- FA-Cup-Finalist 1910